# Pedro Fernández Espinosa
Pedro Fernández Espinosa, (Cartagena, Región de Murcia, España, 19 de abril de 1978) es un exjugador de baloncesto español, que ocupaba la posición de Ala-pívot. Se retira en el año 2007 tras una grave lesión de espalda, y después de una segunda operación, decide poner fin a su carrera deportiva. 
Según su entrenador Oscar Quintana "Fernández sobresalía sobre todo por su potencial físico y su gran intuición para rebotear, con un buen tiro a media distancia. Siempre ha sido un trabajador incansable y eso le ha llevó a jugar muchos partidos en la liga A.C.B."

## Historial
- Cantera Mare Nostrum Cartagena.
- Caja San Fernando. Categorías inferiores.
- 1994-96 Caja San Fernando Junior.
- 1995-96 EBA. Caja San Fernando. (Debuta con el primer equipo en la ACB)
- 1996-00 ACB. Caja San Fernando.
- 2000-01 ACB. Club Baloncesto Gran Canaria.
- 2001-03 ACB. Baloncesto Fuenlabrada.
- 2003-04 ACB. Breogán Lugo.
- 2004-05 ACB. Bilbao Basket.
- 2004-05 LEB. CB Murcia. Entra en febrero
- 2005-06 LEB. CB Murcia.
- 2006-07 ACB. CB Murcia.